# السوار (حركة نسوية فلسطينية)
السوار، الحركة النسوية العربية لمساعدة ضحايا الاعتداءات الجنسية. هي حركة نسوية فلسطينية تنشط ضد كافة أشكال القمع، وتجلياته على المستوى الاجتماعي، الاقتصادي والقومي. تأسست عام 1997 ومقرها في مدينة حيفا في الداخل الفلسطيني. تؤمن السوار بأن «النسوية» هي حركة سياســية - اجتماعية ثورية، تســعى لتغيير علاقــات القوة والهيمنة الســائدة في المجتمع. فالتحليل النســوي يحاول تعرية أشكال الاستغلال، وفهم التقاطعات المركبة بين هذه الأشــكال في جميع النواحي المجتمعية وعلى كافة الأصعدة.
تعمل السوار من خلال عدة مشاريع أهمّها: خطّ الطوارئ والذي يعمل على مدى أربع وعشرين ساعة يوميــًا لتلقي توجهات ودعم ضحايا الاعتداءات الجنسية، حيث تقدم المؤسسة العون للمتوجهات لها في الاجراءات التي من الممكن اتخاذها ضد المعتدي. إضافة إلى العمل الاعلامي والحملات، مشاريع التوعية داخل المدارس والعمل مع المهنيين والجمهور العام.
كما وتنشط الجمعية في قضايا مختلفة تتعلق في السياق المجتمعي السياسي للنساء الفلسطينيات. مثل قضايا الاحوال الشخصية، مناهضة تعدد الزوجات والزواج المبكر، وقضايا عينية مثل «سياسة الصمود: تسيس الحياة اليوميّة للنساء الفلسطينيات»  أو «واقع الأسيرات الفلسطينيات في سجون الاحتلال الإسرائيلي.» 

## حملة 16 يوم 16 شهادة حول التحرش الحنسي
اطلقت السوار حملة 16 يوم 16 شهادة حول التحرش الجنسي لمناهضة العنف القائم على النوع الاجتماعي (2019) وهي حملة دولية تبدأ كل عام في 25 من تشرين الثاني، بالتزامن مع اليوم العالمي للقضاء على العنف ضد المرأة، حتى العاشر من كانون الأول من كل عام. نقلت الحملة ستة عشر شهادة لنساء وشاب تعرضن لإعتداء الجنسي، غالبيتهن فلسطينيات من الداخل الفلسطيني خصيصاً، أو من دول أخرى جائوا للتطوع أو العمل. نشرت بعض القصص مع اسم الشاهدة وبعضها مجهولة الهوية. لاقت الحملة رواج كبيروضجة إعلامية بسبب كشفها لقسم من المعتدين الذين تم ذكرهم وهم شخصيات معروفة في السياق المجتمعي والسياسي في الداخل الفلسطيني.